# Fița Lovin
Fița Lovin, född den 14 januari 1951 i Braniștea, Rumänien, är en rumänsk friidrottare inom medeldistanslöpning.
Lovin tog OS-brons på 800 meter vid friidrottstävlingarna 1984 i Los Angeles.